# Suerte (roman)
Suerte, sous-titré L'Exclusion volontaire, est un roman de Claude Lucas paru le 18 juin 1995 aux éditions Plon et ayant reçu l'année suivante le prix France Culture.

## Éditions
- Suerte, éditions Plon, 1995  (ISBN 978-2-259-18216-4)